# Yuksom
Yuksom est une ville historique du nord-est de l'Inde située dans l'État du Sikkim.
La ville est établie dans le district du Sikkim occidental près de sa capitale Geyzing.